# Temporada 2023-2024 de la UE Figueres
Temporada 2023-2024 de la Unió Esportiva Figueres a la primera edició de la Lliga Elit. L'equip va quedar classificat en cinquena posició i va accedir a disputar la fase d'ascens a Tercera Federació. En la semifinal, el Figueres va derrotar la UA Horta per un global de gols de 3-2, però en la final no va poder superar el CE Atlètic Lleida, que es va imposar per un global de gols de 4-7.

## Fets destacats

### 2023
- 27 de juny: el club fitxa l'entrenador Roger Vidal[4]
- 19 de juliol: Narcís Bardalet anuncia que deixa la presidència del Figueres després de 5 temporades en el càrrec.[5]
- 7 d'agost: l'empresari Dani Sala assumeix la presidència del club.[6]
- 16 de setembre: primera jornada de lliga, en la qual el Figueres cau per 1 gol a 0 al camp de la UE Vic.[7]

### 2024
- 18 de maig: última jornada de lliga, en la qual el Figueres empata 1-1 al camp del FC Santboià. L'equip acaba 5è classificat[1] i jugarà la Promoció d'Ascens a Tercera Divisió RFEF.[8]
- 15 de juny: el Figueres cau derrotat a Vilatenim contra el CE Atlètic Lleida en la tornada de la final del play-off d'ascens a Tercera Federació.[9][10]

## Plantilla
| Núm. | Pos. |           | Jugador                                | Procedència                 | Temporada |
| ---- | ---- | --------- | -------------------------------------- | --------------------------- | --------- |
|      | POR  | Catalunya | Albert Quintanas Oliveras (Quintanas)  | FC L'Escala                 | 2022-2023 |
|      | POR  | Catalunya | Marcel Expósito Santayana (Expósito)   | UE Quart juvenil            | 2023-2024 |
|      | DEF  | Catalunya | Pol Tarrenchs Casanovas (Tarrenchs)    | Palamós CF                  | 2018-2019 |
|      | DEF  | Catalunya | Pau Tubert Clos (P. Tubert)            | juvenil                     | 2022-2023 |
|      | DEF  | Catalunya | Albert Genís Rigall (Genís)            | FC L'Escala                 | 2022-2023 |
|      | DEF  | Catalunya | Ayoub Jaaidi Abdelkader (Jaaidi)       | FC L'Escala                 | 2022-2023 |
|      | DEF  | Catalunya | Roger Molas Ribas (Molas)              | juvenil                     | 2023-2024 |
|      | DEF  | Catalunya | Marc Pouget Florido (Pouget)           | juvenil                     | 2023-2024 |
|      | DEF  | Catalunya | Zouhair Moustakim (Moustakim)          | FC L'Escala                 | 2023-2024 |
|      | MIG  | Catalunya | Marc Reñé Maurici (Reñé)               | Reial Oviedo juvenil        | 2021-2022 |
|      | MIG  | Catalunya | Pol Blay Cadanet (Blay)                | CD Ebro                     | 2021-2022 |
|      | MIG  | Catalunya | Joan Tubert Clos (J. Tubert)           | Palamós CF                  | 2022-2023 |
|      | MIG  | Catalunya | Pau Soler Ramió (Soler)                | juvenil                     | 2023-2024 |
|      | MIG  | Catalunya | Marc Bech Rodríguez (Bech)             | FC L'Escala                 | 2023-2024 |
|      | MIG  | Catalunya | Josep Vergara Pérez (Vergara)          | FC L'Escala                 | 2023-2024 |
|      | MIG  | Catalunya | Joel Cat Rigau (Cat)                   | CD Banyoles                 | 2023-2024 |
|      | MIG  | Catalunya | Ot Agné Travé (Agné)                   | Nàstic de Tarragona juvenil | 2023-2024 |
|      | DAV  | Catalunya | Xavier Ferrón Palau (Ferrón)           | UE Olot                     | 2022-2023 |
|      | DAV  | Gàmbia    | Ousman Touray (Touray)                 | CP San Cristóbal            | 2022-2023 |
|      | DAV  | Catalunya | Alex Sánchez Díaz (Sánchez)            | FC L'Escala                 | 2023-2024 |
|      | DAV  | Catalunya | Mohamed Abouhafs El Baz (Abouhafs)     | FC L'Escala                 | 2023-2024 |
|      | DAV  | Catalunya | Arnau Teixidor i de la Rica (Teixidor) | UE Can Gibert               | 2023-2024 |
|      | DAV  | Catalunya | Khalid Noureddine (Noureddine)         | CF Badalona                 | 2023-2024 |

Llegenda:  ·   Capità  ·   Juvenil  ·   Lesionat  ·   Altes  ·   Passaport europeu  ·   Extracomunitari  ·   Extracomunitari sense restricció
Altres jugadors utilitzats en partits amistosos i de lliga: Oriol Castillejo Córdoba (juvenil), Hicham Karrouch Kadri (CF Torelló), Marc Muntal Martínez (Gimnàstic Manresa juvenil), Hugo García Cámara (CF Lloret juvenil), Josep Maria Roca Ortiz (CF Lloret), Àlex Morales Juanola (juvenil), Albert Feixas Herms (juvenil), Dani Mesas Noguer (juvenil), Assane Diao (juvenil)
| Baixes                              | Destinació         |
| Maximiliano Alejandro Rosales Ocaño | CF Reus Reddis     |
| José Torres Martín                  | AE Roses           |
| Ian Doré Escobar                    | AE Roses           |
| Mario Mendoza Sanz                  | CD Bescanó         |
| Antoni Gamell Sieira                | CD Bescanó         |
| Iván Pérez Vilches                  | CD Bescanó         |
| Josué Prieto Currais                | FC L'Escala        |
| Adrià Ramírez Osuna                 | FC L'Escala        |
| Èric Pimentel López                 | FC L'Escala        |
| Genís Balaguer Romero               | Unión Molinense CF |
| Iker Díaz Sánchez                   | Palamós CF         |
| Sergi Ferrusola Devesa              | CD Banyoles        |
| Alexandru-Gabriel Rusu              | CD Banyoles        |
| Jam Baldeh Baldeh                   | UE Torroella       |
| Josep Soler Barnosell               |                    |

## Resultats
| Amistosos |

| 12 agost 2023 | CF Tordera    | 1 – 8    | UE Figueres                                                                            | Tordera                                           |  |
|               | Hernández 72' | Acta FCF | 15' Bech · 22' Tubert · 26' Reñé · 41' Blay · 57' Teixidor · 65' Touray · 82' 89' Roca | Estadi municipal de futbol · Marc Cabrera Vidal · |  |

| 15 agost 2023 | AE Roses     | 1 – 4    | UE Figueres                             | Roses                                     |  |
|               | Soleiman 36' | Acta FCF | 7' Muntal · 24' Abouhafs · 37' 44' Bech | Estadi Mas Oliva · Rodrigo Murillo Fiol · |  |

| 16 agost 2023          | UE Figueres | 0 – 2    | UE Olot                 | Figueres                                            |  |
| 1r Torneig Benèfic TEA |             | Acta FCF | 22' Ufano · 41' Manzano | Municipal de Vilatenim · Adrià Ballesteros Jurado · |  |

| 19 agost 2023 | UE Figueres | 1 – 1    | Girona FC juvenil | Figueres                                            |  |
|               | Vergara 22' | Acta FCF | 25' Bah           | Municipal de Vilatenim · Adrià Ballesteros Jurado · |  |

| 22 agost 2023                             | CD Banyoles | 0 – 3               | UE Figueres                          | Banyoles                                                                         |  |
| 21.30 LIV Torneig de l'Estany - Semifinal |             | Mundo Deportivo FCF | 27' Bech · 40' Abouhafs · 80' García | Estadi municipal Miquel Coromina i Morató · 400 espectadors · Pau Téllez Soler · |  |

| 23 agost 2023                         | UE Olot              | 0 – 0 (pp.)                    | UE Figueres              | Banyoles                                                                       |                          |
| 21:30 LIV Torneig de l'Estany - Final |                      | L'Esportiu Mundo Deportivo FCF |                          | Estadi municipal Miquel Coromina i Morató · Francisco Javier Cozar Garrancho · |                          |
|                                       |                      | Tanda de penals                |                          |                                                                                |                          |
| Urri · Ufano · Ayala                  | Urri · Ufano · Ayala | 2 – 3                          | Blay · Zouhair · Vergara | Blay · Zouhair · Vergara                                                       | Blay · Zouhair · Vergara |

| 26 agost 2023 | UE Tona                     | 3 – 0    | UE Figueres | Tona                                             |  |
|               | Campayo 17' · Serra 53' 71' | Acta FCF |             | Camp municipal de futbol · Rafael Aguilar Prat · |  |

| 2 setembre 2023 | UE Figueres          | 2 – 0    | CEF Bosc de Tosca | Figueres                                            |  |
|                 | Reñé 2' · García 87' | Acta FCF |                   | Municipal de Vilatenim · Adrià Ballesteros Jurado · |  |

| 10 setembre 2023 | CE Sabadell FC B | 1 – 0    | UE Figueres | Sabadell                                                         |  |
|                  | Bustamante 64'   | Acta FCF |             | Estadi municipal Pepín Valls · Vicente Alexandre Muñoz Baquero · |  |

| 21 desembre 2023 | UE Figueres                                             | 4 – 0    | CEF Bosc de Tosca | Figueres                                            |  |
|                  | Vergara 2' · Sánchez 15' · Tarrenchs 16' · Teixidor 34' | Acta FCF |                   | Municipal de Vilatenim · Adrià Ballesteros Jurado · |  |

| Lliga Elit |

| 16 setembre 2023 | UE Vic     | 1 – 0                    | UE Figueres | Vic                                              |  |
| 16:00 Jornada 1  | Gaitán 35' | Acta FCF Mundo Deportivo |             | Estadi Hipòlit Planàs · Victor Moreno Martínez · |  |

| 24 setembre 2023 | UE Figueres    | 1 – 2                    | CF Can Vidalet            | Figueres                                      |  |
| 17:00 Jornada 2  | Noureddine 15' | Acta FCF Mundo Deportivo | 11' Reinhardt · 62' Owono | Municipal de Vilatenim · Gerard Creus Soler · |  |

| 30 setembre 2023 | CE Atlètic Lleida | 1 – 0                    | UE Figueres | Lleida                                               |  |
| 17:00 Jornada 3  | Kim 12'           | Acta FCF Mundo Deportivo |             | Camp Municipal Ramon Farrús · Marcel Escobar Corvo · |  |

| 8 octubre 2023  | UE Figueres            | 2 – 0                    | UD Viladecans | Figueres                                      |  |
| 17:00 Jornada 4 | Bech 35' · Sánchez 89' | Acta FCF Mundo Deportivo |               | Municipal de Vilatenim · Toni Fontova Cerdà · |  |

| 14 octubre 2023 | UE Figueres                                 | 4 – 2                    | UA Horta                | Figueres                                       |  |
| 16:00 Jornada 5 | Abouhafs 10' 57' · Vergara 28' · Touray 84' | Acta FCF Mundo Deportivo | 39' Sánchez · 56' Vidal | Municipal de Vilatenim · Aleix Blanch Orduña · |  |

| 22 octubre 2023 | Palamós CF | 1 – 1                    | UE Figueres   | Palamós                                       |  |
| 16:30 Jornada 6 | Davesa 86' | Acta FCF Mundo Deportivo | 31' Moustakim | Nou Estadi de Palamós · Joan Canós Martínez · |  |

| 29 octubre 2023 | UE Figueres | 1 – 2                    | CE Sabadell FC B           | Figueres                                               |  |
| 17:00 Jornada 7 | Ferrón 14'  | Acta FCF Mundo Deportivo | 30' Salamanca · 77' Garcia | Municipal de Vilatenim · Juan Miguel Tébar Hernández · |  |

| 5 novembre 2023 | UE Sants | 0 – 3                    | UE Figueres                                 | Barcelona                             |  |
| 17:00 Jornada 8 |          | Acta FCF Mundo Deportivo | 1' Abouhafs · 40' Noureddine · 72' Teixidor | Camp de l'Energia · Jose Jareño Gil · |  |

| 12 novembre 2023 | UE Figueres                  | 2 – 0                    | UE Valls | Figueres                                         |  |
| 12:00 Jornada 9  | Noureddine 18' · Vergara 81' | Acta FCF Mundo Deportivo |          | Municipal de Vilatenim · Andreu Portero Sellés · |  |

| 19 novembre 2023 | EE Guineueta              | 2 – 2                    | UE Figueres                  | Barcelona                                |  |
| 12:00 Jornada 10 | Sánchez 14' · Pompido 88' | Acta FCF Mundo Deportivo | 27' (p.) Blay · 89' Teixidor | CEM La Guineueta · Joan Garcia Colomer · |  |

| 26 novembre 2023 | UE Figueres    | 1 – 1                    | CE Europa B | Figueres                                                   |  |
| 12:00 Jornada 11 | Noureddine 46' | Acta FCF Mundo Deportivo | 54' Cámara  | Municipal de Vilatenim · Vicente Alexandre Muñoz Baquero · |  |

| 3 desembre 2023  | EC Granollers | 1 – 2                    | UE Figueres           | Granollers                                         |  |
| 12:00 Jornada 12 | Alba 26'      | Acta FCF Mundo Deportivo | 58' Bech · 63' Jaaidi | Estadi Municipal C/ Tetuan · Joel Garriga Alonso · |  |

| 17 desembre 2023 | UE Figueres    | 1 – 2                    | CF Lloret               | Figueres                                        |  |
| 12:00 Jornada 13 | Noureddine 64' | Acta FCF Mundo Deportivo | 35' Expósito · 49' Roca | Municipal de Vilatenim · Enric Montero Casado · |  |

| 14 gener 2024    | UE Rubí | 0 – 1                    | UE Figueres | Rubí                                                |  |
| 12.00 Jornada 14 |         | Acta FCF Mundo Deportivo | 26' Ferrón  | Estadi Municipal Can Rosés · Marcel Escobar Corvo · |  |

| 21 gener 2024    | UE Figueres | 1 – 1                    | FC Santboià | Figueres                                      |  |
| 12.00 Jornada 15 | Ferrón 17'  | Acta FCF Mundo Deportivo | 16' Marín   | Municipal de Vilatenim · Carlos López López · |  |

| 28 gener 2024    | UE Figueres                   | 2 – 1                    | UE Vic   | Figueres                                    |  |
| 12.00 Jornada 16 | Abouhafs 49' · Noureddine 56' | Acta FCF Mundo Deportivo | 1' Riera | Municipal de Vilatenim · Ruben Serra Sanz · |  |

| 4 febrer 2024    | CF Can Vidalet | 1 – 1                    | UE Figueres    | Esplugues de Llobregat               |  |
| 12:00 Jornada 17 | Guillén 3'     | Acta FCF Mundo Deportivo | 19' Noureddine | El Molí · Antonio Berzosa Carballo · |  |

| 18 febrer 2024   | UE Figueres | 1 – 0                    | CE Atlètic Lleida | Figueres                                       |  |
| 12.00 Jornada 18 | Bech 50'    | Acta FCF Mundo Deportivo |                   | Municipal de Vilatenim · Joan Canós Martínez · |  |

| 25 febrer 2024   | UD Viladecans                | 2 – 2                    | UE Figueres              | Viladecans                                      |  |
| 17:00 Jornada 19 | Gurrea 47' (p.) · García 89' | Acta FCF Mundo Deportivo | 8' Bech · 84' Noureddine | Camp municipal de futbol · Marcel Arbós López · |  |

| 2 març 2024      | UA Horta | 0 – 1                    | UE Figueres    | Barcelona                                                |  |
| 16:00 Jornada 20 |          | Acta FCF Mundo Deportivo | 19' Noureddine | Municipal d'Horta Feliu i Codina · Joel Garriga Alonso · |  |

| 10 març 2024     | UE Figueres | 1 – 1                    | Palamós CF  | Figueres                                       |  |
| 12:00 Jornada 21 | Vergara 39' | Acta FCF Mundo Deportivo | 58' Garriga | Municipal de Vilatenim · Joan Garcia Colomer · |  |

| 17 març 2024     | CE Sabadell FC B | 0 – 0                    | UE Figueres | Sabadell                                                |  |
| 12:00 Jornada 22 |                  | Acta FCF Mundo Deportivo |             | Camp municipal de futbol Olímpia · Toni Fontova Cerdà · |  |

| 24 març 2024     | UE Figueres | 1 – 2                    | UE Sants                    | Figueres                                         |  |
| 12:00 Jornada 23 | Touray 20'  | Acta FCF Mundo Deportivo | 82' Pozuelo · 86' (p.) Ruiz | Municipal de Vilatenim · Andreu Portero Sellés · |  |

| 7 abril 2024     | UE Valls                    | 2 – 1                    | UE Figueres  | Valls                                          |  |
| 12:10 Jornada 24 | Batista 44' · Fernández 48' | Acta FCF Mundo Deportivo | 34' Abouhafs | Camp del Vilar · Juan Miguel Tébar Hernández · |  |

| 14 abril 2024    | UE Figueres                  | 2 – 0                    | EE Guineueta | Figueres                                      |  |
| 17:00 Jornada 25 | Noureddine 16' · Vergara 88' | Acta FCF Mundo Deportivo |              | Municipal de Vilatenim · Marcel Arbós López · |  |

| 20 abril 2024    | CE Europa B                              | 4 – 1                    | UE Figueres    | Barcelona                            |  |
| 16:00 Jornada 26 | Juwara 28' · Moreno 51' 62' · Cámara 75' | Acta FCF Mundo Deportivo | 88' Noureddine | Nou Sardenya · Sergi Bañó González · |  |

| 27 abril 2024    | UE Figueres                 | 3 – 1                    | EC Granollers | Figueres                                   |  |
| 16:00 Jornada 27 | Teixidor 83' 89' · Bech 88' | Acta FCF Mundo Deportivo | 24' Carreón   | Municipal de Vilatenim · Jose Jareño Gil · |  |

| 4 maig 2024      | CF Lloret    | 1 – 1                    | UE Figueres   | Lloret de Mar                                    |  |
| 16:00 Jornada 28 | Expósito 71' | Acta FCF Mundo Deportivo | 31' (p.) Blay | Camp de futbol municipal · Joan Garcia Colomer · |  |

| 11 maig 2024     | UE Figueres                                | 3 – 0                    | UE Rubí | Figueres                                      |  |
| 16:00 Jornada 29 | Sánchez 40' · Vergara 49' · Noureddine 82' | Acta FCF Mundo Deportivo |         | Municipal de Vilatenim · Carlos López López · |  |

| 18 maig 2024     | FC Santboià    | 1 – 1                    | UE Figueres      | Sant Boi de Llobregat                                    |  |
| 16:00 Jornada 30 | Castillejo 35' | Acta FCF Mundo Deportivo | 83' (p.p.) Peñas | Estadi Municipal Joan Baptista Milà · Joan Cols Ràfols · |  |

| Promoció d'ascens a Tercera RFEF |

| 25 maig 2024           | UE Figueres                 | 2 – 1                    | UA Horta       | Figueres                                   |  |
| 16:00 Semifinal. Anada | Abouhafs 10' · Teixidor 96' | Acta FCF Mundo Deportivo | 23' El Cabriti | Municipal de Vilatenim · Jose Jareño Gil · |  |

| 1 juny 2024              | UA Horta            | 1 – 1               | UE Figueres | Barcelona                                                |  |
| 18:30 Semifinal. Tornada | El Cabriti 44' (p.) | FCF Mundo Deportivo | 94' Bech    | Municipal d'Horta Feliu i Codina · Aleix Blanch Orduña · |  |

| 8 juny 2024        | CE Atlètic Lleida                      | 3 – 1                    | UE Figueres | Lleida                                              |  |
| 16:00 Final. Anada | Ouakkati 30' · Silva p' (56) · Kim 73' | Acta FCF Mundo Deportivo | 93' Sánchez | Camp Municipal Ramon Farrús · Joel Garriga Alonso · |  |

| 15 juny 2024         | UE Figueres                     | 3 – 4                    | CE Atlètic Lleida                            | Figueres                                       |  |
| 16:00 Final. Tornada | Noureddine 60' 78' · Touray 71' | Acta FCF Mundo Deportivo | 36' Kim · 48' Ndiaye · 82' Chiné · 94' Motes | Municipal de Vilatenim · Joan Garcia Colomer · |  |

## Classificació
| Pos. | Equip             | J  | G  | E  | P  | GF | GC | DG  | pts. |
| ---- | ----------------- | -- | -- | -- | -- | -- | -- | --- | ---- |
| 1r   | CE Europa B       | 30 | 18 | 7  | 5  | 52 | 26 | +26 | 61   |
| 2n   | CE Sabadell FC B  | 30 | 15 | 7  | 8  | 52 | 30 | +22 | 52   |
| 3r   | UE Vic            | 30 | 11 | 14 | 5  | 37 | 24 | +13 | 47   |
| 4t   | UA Horta          | 30 | 13 | 8  | 9  | 53 | 38 | +15 | 47   |
| 5è   | UE Figueres       | 30 | 12 | 10 | 8  | 43 | 32 | +11 | 46   |
| 6è   | CE Atlètic Lleida | 30 | 11 | 12 | 7  | 48 | 38 | +10 | 45   |
| 7è   | UE Valls          | 30 | 11 | 9  | 10 | 41 | 42 | -1  | 42   |
| 8è   | UE Rubí           | 30 | 10 | 9  | 11 | 40 | 41 | -1  | 39   |
| 9è   | CF Lloret         | 30 | 10 | 9  | 11 | 44 | 48 | -4  | 39   |
| 10è  | CF Can Vidalet    | 30 | 9  | 11 | 10 | 41 | 40 | +1  | 38   |
| 11è  | Palamós CF        | 30 | 9  | 11 | 10 | 39 | 48 | -9  | 39   |
| 12è  | FC Santboià       | 30 | 8  | 10 | 12 | 29 | 45 | -16 | 34   |
| 13è  | UE Sants          | 30 | 8  | 9  | 13 | 28 | 40 | -12 | 33   |
| 14è  | EC Granollers     | 30 | 6  | 10 | 14 | 45 | 55 | -10 | 28   |
| 15è  | EE Guineueta      | 30 | 6  | 9  | 15 | 32 | 55 | -23 | 27   |
| 16è  | UD Viladecans     | 30 | 4  | 13 | 13 | 27 | 49 | -22 | 25   |

PJ = Partits Jugats; G = Partits Guanyats; E = Partits Empatats; P = Partits Perduts; GF = Gols a Favor; GC = Gols en Contra; DG= Diferència de Gols; Pts = Punts;
|  | Ascens a Tercera RFEF            |
|  | Promoció d'ascens a Tercera RFEF |
|  | Descens a Primera catalana       |

## Estadístiques individuals

### Golejadors
| Jugador                   | Gols |
| ------------------------- | ---- |
| Khalid Noureddine         | 14   |
| Mohamed Abouhafs El Baz   | 6    |
| Marc Bech Rodríguez       | 6    |
| Josep Vergara Pérez       | 5    |
| Arnau Teixidor de la Rica | 5    |
| Xavier Ferrón Palau       | 3    |
| Alex Sánchez Díaz         | 3    |
| Ousman Touray             | 3    |
| Pol Blay Cadanet          | 2    |
| Zouhair Moustakim         | 1    |
| Ayoub Jaaidi Abdelkader   | 1    |

Nota: Gols només a la lliga i als play-offs d'ascens.